# روز جهانی توالت
۱۹ نوامبر (۲۸ آبان) روز جهانی توالت (به انگلیسی: World Toilet Day) است و سازمان ملل متحد نیز هر ساله به همین مناسبت آماری را از افرادی که به توالت دسترسی ندارند منتشر می‌کند.

## تاریخچه
روز جهانی توالت در سال ۲۰۰۱ توسط سازمان جهانی توالت تاسیس شد. دوازده سال بعد، در سال۲۰۱۳، مجمع عمومی سازمان ملل متحد روز جهانی توالت را یک روز رسمی اعلام کرد.